# Kizuna AI
Dans ce nom, le nom de famille précède le nom personnel.
Pour les articles homonymes, voir Kizuna.
Kizuna AI (キズナアイ), ou AI Kizuna dans un ordre occidental, est une youtubeuse virtuelle japonaise et une intelligence artificielle auto-proclamée, produite par la société Activ8, et doublée par Nozomi Kasuga. Kizuna prétend être la première youtubeuse virtuelle au monde, bien que la première chaîne à utiliser un avatar 3D pour la publication de vidéos sur YouTube soit la chaîne anglo-japonaise Ami Yamato (en) qui a lancé sa première vidéo en 2011. Le 29 novembre 2016, Kizuna a commencé à publier des vidéos sur sa première chaîne YouTube, « A.I.Channel ». Une seconde chaîne, « A.I.Games », est ouverte en mars 2017 pour les contenus liés aux jeux.
Beaucoup pensent que Kizuna a été créé à l'aide du logiciel MikuMikuDance et que ses expressions du visage et ses actions sont réalisées avec la technologie de capture de mouvement. Le contenu des vidéos de Kizuna est similaire à celui de nombreux autres vidéastes, consistant principalement en des discussions, en des vidéos de questions-réponses et en des vidéos plus traditionnelles de Let's Play. Parce que Kizuna ne communique qu'en japonais, les fans contribuent à la traduction de ses vidéos. Kizuna a également participé à de nombreux conventions d'anime et a également collaboré avec de nombreuses sociétés de jeux vidéo.

## Production
Kizuna est un personnage virtuel en ligne entièrement conçu numériquement. Comme l'identité des producteurs en arrière-plan n'est pas révélée,, les animateurs, monteurs vidéo, doubleurs et joueurs de jeux vidéo sont inconnus,. Cependant, les vidéos ont maintenu un standard de production élevé en ce qui concerne le character design, l'animation en trois dimensions et la manipulation des mouvements. Les chaînes YouTube de Kizuna sont présentées comme gérées par une équipe de production ; le choix de l'anonymat découle de la volonté de garder intact le concept d'une idol virtuelle,,. Bien que cela ait provoqué des spéculations sur l'équipe et sur la technologie employée. Les vidéos de Kizuna sont produites par la société de production numérique Activ8 basée à Tokyo,.
Tous les membres connus de l'équipe de production ayant participé à la conception de Kizuna disposent déjà d'une certaine réputation dans leur domaine,. Ceux-ci incluent En Morikura en tant que character designer, Tomitake dans la modélisation 3D et Tda dans la supervision de la modélisation,,. Morikura est un artiste bien connu pour avoir réalisé des illustrations de couverture,. Tomitake a conçu de nombreux modèles 3D et travaille aux côtés de Tda, un expert du domaine de la modélisation 3D de MikuMikuDance.
L'identité de la personne doublant Kizuna est longtemps restée un mystère. Les fans supposent rapidement que Kizuna est interprétée par une actrice professionnelle, mais la société ne fait initialement aucune annonce officielle,,. En avril 2020, Activ8 révèle finalement le nom de la comédienne doublant Kizuna : Nozomi Kasuga. Le caméo de Kizuna dans le neuvième épisode d'Ingress a été doublée par Cécile Florin pour la version française.

### Personnalité
Kizuna est consciente qu'elle est un personnage virtuel et prétend être une intelligence artificielle (en anglais : AI : artificial intelligence) indépendante, d'où son nom « Kizuna A.I ». Le concept d'un personnage dans un environnement virtuel est initié par Kizuna ; elle est ainsi publiquement reconnue comme le premier « utilisateur virtuel de YouTube » au monde. Un article de BBC Capital datant d'octobre 2018 indique néanmoins qu'une campagne publicitaire de Mattel pour Barbie en 2015 a été réalisée avec le même concept.
Dans sa première vidéo, Kizuna se présente. Outre le sens général d'« intelligence artificielle », « AI » est également un jeu de mots avec le mot japonais Ài (愛), qui signifie « amour ». Kizuna est conçue comme une jeune et belle fille animée en 2,5D avec des éléments moe — c'est-à-dire qui attire l'affection malgré son caractère fictif —, source de son succès sur YouTube,,. L'apparence de Kizuna lui donne environ 16 ans, bien qu'elle ait révélé qu'elle n'avait que cinq ans et que son anniversaire était le 30 juin. Elle mesure 156 cm pour un poids d'environ 46 kg et ses mensurations sont 85-59-83.
L'apparence générale de Kizuna utilise une palette de couleurs rose et blanche. Elle a de longs cheveux lisses,, assortis à une teinture futuriste de dégradé de rose. Elle porte un serre-tête rose orné d'un nœud papillon qui lui est caractéristique et qu'elle nomme « pyoko-pyoko » (ぴょこぴょこ),,. Le serre-tête a un motif en forme de cœur à deux feuilles, correspondant au mot « Ai », qui signifie « amour », dans son nom. Le haut blanc sans manches de Kizuna apporte également une touche futuriste. Il est conçu pour mettre l'accent sur son dos et son corps, ainsi que pour la faire paraître plus mince. La lettre « A » est brodée au-dessus de sa poitrine. Ses manches de bras et cuissardes sont décorés avec de la dentelle, tandis que ses cuissardes et son short laissent apparaître un morceau de peau, nommé Zettai ryōiki en japonais.
Kizuna est une grande fan de Love Live! et Love Live! School Idol Festival (en) dont son personnage favori est Nico Yazawa. Lors d'un entretien avec PANORA, Kizuna indique accorder un intérêt particulier aux groupes d'idols tels que Keyakizaka46 et Nogizaka46. Kizuna aime la façon dont les idols suivent leurs rêves, comme elle-même. Dans la conception de son personnage, elle aime également passer du temps dans les espaces virtuels à jouer à des jeux vidéo.

### Technologie employée
Kizuna peut diffuser et enregistrer des vidéos dans un environnement virtuel, ce qui fait supposer une utilisation du logiciel libre MikuMikuDance. Avec ce dernier, une fois que l'équipe de production a conçu un modèle 3D, elle le contrôle manuellement pour effectuer les mouvements voulus. Un comédien de doublage donne ensuite une voix à l'animation,,,. MikuMikuDance a souvent été utilisé dans les vidéos de musique pop Vocaloid,, permettant aux utilisateurs d'importer et de contrôler les modèles 3D de personnages virtuels tels que Hatsune Miku.
En outre, certains internautes pensent que les expressions faciales et les modifications des yeux de Kizuna sont effectuées via un suivi du visage utilisant un logiciel de reconnaissance faciale tel que FaceRig,. La technologie des modules FaceRig Live2D existe depuis 2011. L'utilisation supposée de cette technologie, appliquée à des modèles 3D, permet de projeter des expressions faciales sur un modèle de réalité virtuelle,, masquant ainsi l'identité des créateurs et des acteurs impliqués. La deuxième technologie envisagée, compatible avec la première, est celle de la capture de mouvement omnidirectionnelle. Après enregistrement des actions par des acteurs, les données sont utilisées pour simuler le mouvement du personnage dans un contexte de réalité virtuelle,. Les deux méthodes permettent à Kizuna de ressembler plus étroitement à une personne réelle en termes d'expressions et d'actions, rendant ainsi les vidéos de Kizuna plus similaires à celles d'autres youtubeuses. En 2017, Activ8 a présenté un système d'animation en temps réel qui permet à une personne de faire fonctionner un personnage animé en attachant un capteur au corps et en synchronisant les lèvres avec les mots prononcés en analysant les ondes sonores captées par un microphone.

## Activités
La chaîne YouTube « A.I.Channel » est créée le 18 octobre 2016, bien que Kizuna ne commencé à poster des vidéos qu'à partir du 29 novembre 2016,. Elle crée, conçoit et anime une série de vidéos combinant des éléments loufoques et sérieux. Ces vidéos sont conçues pour briser les frontières entre les espaces virtuels et réels et impliquent des activités telles que des talk-show et la réalité virtuelle. L'équipe de production souhaite également que le public puisse entrer en contact avec et expérimenter les dernières technologies, en permettant même aux utilisateurs d'interagir directement avec Kizuna dans un espace virtuel.
Kizuna publie des vidéos presque tous les jours sur YouTube et est reconnue comme une utilisatrice active de la plateforme de partage de vidéos. Avec plus de deux millions d'abonnés en octobre 2018, Kizuna est la personnalité virtuelle la plus populaire sur le site et l'un des créateurs de contenu japonais les plus regardés,. Elle gagne également en popularité dans les régions du monde entier,,.
En janvier 2017, Kizuna plaisante en affirmant que, comme ses vêtements ne sont que des projections holographiques, elle est techniquement toujours nue. YouTube, détectant l'utilisation du mot « nue », classe alors la vidéo comme contenant un contenu inapproprié, bloquant ainsi A.I.Channel,. Le contenu est posté temporairement sur un autre site de partage de vidéos, Niconico. Après plusieurs semaines, le bannissement de la chaîne est levé en février 2017,,,,. Malgré son bannissement, la popularité de Kizuna a considérablement augmenté et le nombre de ses abonnés atteint les 100 000 le 25 février,.
À la fin du mois de mars 2017, Kizuna a déjà mis en ligne plus de 60 vidéos. A.I.Channel a dépassé les 200 000 abonnés et les 5 millions de commentaires,. Le 31 mars, Kizuna commence à diffuser du contenu de jeux vidéo sur une nouvelle chaîne appelée « A.I.Games »,,,. A.I.Games est bloquée pour des raisons inconnues le 17 avril, mais est débloquée et reprend la publication de vidéos dans la journée.
A.I.Channel atteint les 2 millions d'abonnés le 15 juillet 2018. A.I.Games atteint également le million d'abonnés le 14 août 2018.

### Autres activités
Outre ses chaînes YouTube et son site officiel, Kizuna a également créé des comptes Twitter et Instagram pour faciliter l'interaction avec les fans,,. Elle organise également à l'occasion des événements d'une durée limitée, tels que des chocolat comme cadeau pour la Saint-Valentin en 2017.
Kizuna a accepté une interview de PANORA, un site consacré à la réalité virtuelle,. L'interview est divisée en quatre parties et affichée sur le site officiel de Kizuna AI. Par la suite, les 25 et 26 mars 2017, Kizuna se produit sur scène et interagit avec les fans en direct au cours de l'AnimeJapan.
En avril 2017, une collaboration entre Kizuna et la société japonaise de développement de jeux vidéo Asobimo est annoncée. Sur la chaîne A.I.Games nouvellement créée, Kizuna publie périodiquement des vidéos d'elle jouant à Avabel Online, un MMORPG conçu par Asobimo pour smartphones,. Kizuna apparaît également comme personnage du jeu,,. Après cela, des publicités vidéo pour le jeu paraissent parfois sur sa chaîne.
Kizuna est l'ambassadrice de l'une des campagnes Come to Japan de l'Office national du tourisme japonais aux États-Unis. Elle a également animé une émission de variétés télévisée intitulée Kizuna AI no BEAT Scramble (キズナアイのBEATスクランブル, Kizuna AI no BEAT Sukuranburu), diffusée sur la chaîne japonaise BS NTV entre le 6 avril et le 22 juin 2018. Elle double l'administratrice Hachi dans la série télévisée d'animation Magical Girl Site, diffusée pour la première fois entre le 7 avril et le 23 juin 2018.
Pour fêter les 2 millions d'abonnés sur A.I.Channel le 15 juillet 2018, Kizuna publie son premier single numérique eurodance Hello, Morning.
Le 1er mars 2019, le duo de musique néerlandais W&W publie une chanson intitulée The Light, dans laquelle Kizuna apparaît en tant que chanteuse et danseuse.

## Vidéos
À l'instar des autres youtubers, Kizuna joue le rôle d'animatrice sur ses chaînes YouTube, en créant et en mettant en ligne divers types originaux de vidéos de divertissement, incitant ainsi les téléspectateurs à s'abonner à ses chaînes,. Les vidéos de Kizuna contiennent beaucoup de contenu similaire à celui d'autres vlogeurs. Kizuna imite également le comportement d'autres vidéastes. Le style de ses vidéos est comique et utilise la technologie pour permettre à Kizuna d'agir avec douceur. Les vidéos ajoutent parfois du contenu d'un style plus imaginatif ou animé, bien que des bugs dans le logiciel puissent la faire bouger de manière anormale.
En moyenne, les vidéos de Kizuna durent environ 10 minutes. Le contenu vidéo comprend des discussions, du partage d'histoires,, des réponses à des questions ou des demandes, l'organisation de discussions sur des sujets d'actualité, des interviews, des Let's Play, des danses, des défis et des dessins. Elle discute d'intelligence artificielle, de réalité virtuelle, des jeux vidéo, de ce qu'elle aime et de la manière dont elle souhaite une page Wikipedia dédiée à elle-même. Elle aborde également l'achat d'amis avec de l'argent et les meubles qu'elle souhaite avoir.

### Jeux vidéo
Kizuna poste souvent des vidéos d'elle-même qui commente en jouant à des jeux sur YouTube,. En tant qu'animatrice virtuelle de Let's Play, les techniques de jeu de Kizuna semblent un peu maladroites, même si, à l'instar des autres joueurs youtubers, elle fait des commentaires et des réactions apparemment réels sur les jeux qu'elle aime,,. La vidéo de jeu la plus visionnée et la plus populaire de Kizuna est son « Let's Play » du célèbre jeu vidéo indépendant Inside.
Certaines des vidéos de Kizuna impliquent des jeux de réalité augmentée et virtuelle. En utilisant la technologie de capture de mouvement omnidirectionnelle, un modèle 3D de Kizuna jouant à un jeu peut être développé,. Les jeux de réalité virtuelle joués par Kizuna incluent le jeu de sports extrêmes The Climb, le FPS Superhot, le logiciel de dessin Tilt Brush, et plus encore. Kizuna tente de décrire les mots anglais dans Quick, Draw ! (en), explore Tokyo virtuellement à l'aide de Google Maps, et parle à d'autres IA telles que l'assistant personnel intelligent d'Apple Siri.

### Sous-titres
La langue utilisée dans toutes les vidéos de Kizuna est le japonais,. Cela gène à la compréhension du contenu de ses vidéos pour un grand nombre de téléspectateurs. Toutefois, A.I.Channel et A.I.Games permettent aux fans bilingues de sous-titrer les vidéos dans d'autres langues. Grâce aux traductions proposées par les fans, les chaînes de Kizuna peuvent proposer des contenus dans de nombreuses langues, notamment l'anglais, le coréen, l'espagnol et bien d'autres,. Cela permet à un public mondial de comprendre les commentaires de Kizuna dans ses vidéos et contribue à la croissance de son public en dehors du Japon,. Les commentaires coréens et anglais occupent une place similaire dans la section commentaires des vidéos de Kizuna.

## Impact
Kizuna, également connue sous le nom d'« Ai-chan » parmi ses fans, est à l'origine de la tendance des youtubers virtuels,,. Kevin Allocca, responsable des tendances culturelles chez YouTube, souligne la croissance fulgurante de A.I.Channel sur 10 mois comme exemple de la croissance des personnalités virtuelles sur la plateforme. Il note également que la popularité de la tendance est principalement contenue au Japon. Les designs de personnages tels que Kizuna sont considérés comme un concept révolutionnaire et comme de potentiels précurseurs d'une nouvelle tendance de la réalité virtuelle, les utilisateurs virtuels de YouTube et les streamers,,.
Les personnages virtuels 3D tels que Hatsune Miku sont de plus en plus populaires et l'audience de la 3D s'est élargie. Par conséquent, le concept de Kizuna d'animatrice de vidéos YouTube se généralise. La diffusion en direct demande généralement la production constante de contenu original ou exclusif pour le public, et la diffusion en direct 3D peut être une méthode pour le faire. De plus, sur le marché habituel de YouTube, le streaming virtuel peut constituer une alternative pour ceux qui ne peuvent ou ne veulent pas dévoiler leur visage devant la caméra, car de beaux character designs peuvent compenser les imperfections de personnes réelles. Le streaming virtuel permet également à l'équipe de production de créer plus d'un personnage. Black AI, par exemple, est une autre intelligence artificielle qui apparaît plusieurs fois dans les vidéos de Kizuna et semble animée de la même façon.
Sam Gutelle, rédacteur chez Tubefilter (en), pense que, même si des personnages comme Kizuna peuvent être considérés comme des bizarreries actuellement, ils deviendront plus courants à l'avenir. Le chroniqueur de The Verge, Rich McCormick, estime que Kizuna est différente des autres créateurs de contenu car elle peut techniquement jouer à des jeux aussi longtemps qu'elle le souhaite, sans avoir besoin de nourriture et de sommeil. Cela apportera plus de flexibilité aux chaînes, et ces types de vidéos pourraient même être l'avenir de YouTube. La BBC pense que l'argument de vente des personnages virtuels est qu'ils ne sont pas comme les autres vidéastes, car leur apparence ne vieillira jamais et le développement associé n'en est encore qu'à ses débuts.

### Activités fandom
Le 25 décembre 2016, les producteurs de Kizuna ont décidé de publier son modèle 3D de MikuMikuDance en téléchargement gratuit et ses modifications sur son site officiel,,,. Cela vise à permettre aux fans intéressés de réaliser des produits dōjin. Le modèle 3D peut être utilisé dans MikuMikuDance, Unity, Unreal Engine et d'autres espaces et les développeurs le rendent compatible avec la réalité virtuelle. Le modèle virtuel est autorisé dans les vidéos et les jeux, mais pour des raisons professionnelles, il est nécessaire que les développeurs soient contactés. Enfin, l'utilisation du modèle dans des contextes politiques, raciaux ou religieux ou pour créer d'autres modèles est interdite,,.
Le travail dérivé de certains fans est partagé avec le reste de la fanbase sur les comptes des réseaux sociaux de Kizuna. Sur YouTube, de nombreux utilisateurs nomment leurs comptes « Kizuna AI », « キズナアイ » ou d'autres noms associés. Certaines personnes republient ses vidéos mais seule la chaîne officielle A.I.Channel propose des sous-titres pour de nombreuses langues. Parmi les vidéos de fans, il y a également des vidéos de danse,.